# Discovering the Waterfront
Discovering the Waterfront är ett album av Silverstein som kom ut 2005. En nyutgåva av albumet släpptes 2006.

## Låtlista
1. "Your Sword vs. my Dagger" – 2:58
2. "Smile in your Sleep" – 3:13
3. "The Ides of March" – 3:27
4. "Fist Wrapped in Blood" – 2:57
5. "Discovering the Waterfront" – 4:45
6. "Defend you" – 3:28
7. "My Heroine" – 3:27
8. "Always and Never" – 3:49
9. "Already Dead" – 3:17
10. "Three Hours Back" – 3:34
11. "Call it Karma" – 4:14